# Alicia Kowaltowski
Alicia Juliana Kowaltowski (2 de abril de 1974, Campinas, Säo Paulo, Brasil), más conocida como Alicia Kowaltowski, es una bioquímica y científica brasileña. Es miembro de la Academia de Ciencias y profesora de la Universidad de São Paulo. Recibió el Premio L’Oréal-UNESCO a Mujeres en Ciencia en 2024.

## Biografía
Miembro titular de la Academia Brasileña de Ciencias, profesora titular del Instituto de Química de la Universidad de Säo Paulo, es responsable del Laboratorio de Metabolismo Energético del Instituto de Química.
Hija de dos profesores e investigadores de la Universidad de Campinas, Alicia crece en el campus de la universidad, teniendo curiosidad científica e impulsada desde pequeña por sus padres, cuando le regalaban kits de química y microscopios. Su formación inicial en química fue dentro de la Escuela Técnica Estatal Antonio Prado en Campinas.
Defendió su doctorado en 1999 e ingresó como docente en la Universidad de Säo Paulo el año 2000 dentro del Instituto de Química donde se responsabiliza del Laboratorio de Metabolismo Energético.
Alicia ganó el premio Capes-Elsevier en 2014 por su destacada investigación en educación. En 2006 recibió la Beca Guggenheim por sus estudios en el área de Biología Molecular y Celular en América Latina, en 2024 fue ganadora del Premio L´Oréal-UNESCO para mujeres en la ciencia como representante de América Latina y el Caribe.